# Copa de la Reina de Balonmano 2024-25
La Copa de la Reina de Balonmano 2024-2025 fue la cuadragésimo sexta edición de la Copa de la Reina en la que el Super Amara Bera Bera se proclamaba campeón, defendiendo su título conseguido el año anterior.
Se celebró a partir del 30 de octubre de 2024 y la fase final se celebró en el Palacio de los Deportes de Granollers.
Se disputó en tres fases: 
- la primera la jugaron 12 equipos (6 de División de Honor Oro y 6 de División de Honor) y se jugó a partido único. En caso de que los partidos terminaran en empate en el tiempo reglamentario se disputaría una prórroga[3] y, si siguiera empatado, la clasificación a la siguiente ronda se decidiría con lanzamientos desde los siete metros.
- la segunda los 6 clasificados de la fase anterior más los restantes de la División de Honor.
- la tercera, en forma de eliminatorias, entre los 8 equipos clasificados.

## Competición
La competición la jugaron los 12 equipos de la División de Honor y 8 equipos de la División de Honor Oro (los dos descendidos de la División de Honor y los seis mejores clasificados de la temporada anterior).

### Primera fase
En la primera fase participaron los clasificados entre el 4.º y el 8.º puesto de la División de Honor Oro del curso pasado (CICAR Lanzarote Ciudad de Arrecife, Zonzamas Pluscar Lanzarote, Vino Doña Berenguela Bolaños, Caja Rural Cleba e Ikasa Boadilla), además del equipo descendido de la Liga Guerreras Iberdrola de la temporada pasada, el Lobas Global Atac Oviedo, que se encuadraron dentro del bombo A del sorteo). Además, en el bombo B del sorteo se encuadraron los tres equipos que jugaron junto al Oviedo el ‘playdown’ por la permanencia en la Liga Guerreras Iberdrola, y que mantuvieron la categoría: Rocasa Gran Canaria, Motivemarket.com Gijón La Calzada y Elda Prestigio además de los tres clubes que lograron el ascenso: Grafometal La Rioja, Balonmano Morvedre y Zuazo Femenino.
Los emparejamientos quedaron de la siguiente forma.
| 30 de octubre de 2024 | Lobas Global Atac Oviedo | 17-19 | Grafometal La Rioja | Florida Arena, Oviedo |  |

| 30 de octubre de 2024 | Zonzamas Pluscar Lanzarote | 20-23 | Motivemarket.com Gijón La Calzada | Pabellón Municipal de San Bartolomé, San Bartolomé |  |

| 30 de octubre de 2024 | Vino Doña Berenguela Bolaños | 29-37 | Balonmano Morvedre | Pabellón Macarena Aguilar, Bolaños |  |

| 30 de octubre de 2024 | Ikasa Boadilla | 21-24 | Zuazo Femenino | Pabellón Municipal Boadilla del Monte, Boadilla del Monte |  |

| 30 de octubre de 2024 | CICAR Lanzarote Ciudad de Arrecife | 24-25 | Elda Prestigio | Pabellón Municipal de Titerroy, Arrecife |  |

| 30 de octubre de 2024 | Caja Rural Cleba | 23-30   | Rocasa Gran Canaria | Palacio de los Deportes de León, León |  |
|                       |                  | Reporte |                     |                                       |  |

### Segunda fase
Ya sin equipos de División de Honor Oro, en la segunda fase participaron los clasificados de la ronda anterior (Grafometal La Rioja, Motivemarket.com Gijón La Calzada, Balonmano Morvedre, Zuazo Femenino, Elda Prestigio y Rocasa Gran Canaria) con el resto de equipos de División de Honor (Costa del Sol Málaga, atticgo Bm Elche, Caja Rural Aula Valladolid y Conservas Orbe Zendal Balonmano Porriño) ya que el Balonmano Bera Bera quedaba exento ya que fue el ganador de la edición anterior. También quedó exento el KH-7 Bm. Granollers por ser el organizador.
Tras el sorteo, esto fueron los emparejamientos.
| 29 de enero de 2025 | Motivemarket.com Gijón La Calzada | 19-23 | Conservas Orbe Zendal Balonmano Porriño |  |  |

| 29 de enero de 2025 | Zuazo Femenino | 17-22 | Mecalia Atlético Guardés |  |  |

| 29 de enero de 2025 | Elda Prestigio | 20-15 | atticgo Bm Elche |  |  |

| 29 de enero de 2025 | Grafometal La Rioja | 21-24 | Replasa Beti Onak |  |  |

| 29 de enero de 2025 | Balonmano Morvedre | 24-23 | Costa del Sol Málaga |  |  |

| 29 de enero de 2025 | Rocasa Gran Canaria | 26-22 | Caja Rural Aula Valladolid |  |  |

### Fase final
Tras la sorpresa de la eliminación de uno de los favoritos al título, el Costa del Sol Málaga, a manos del CBM Morvedre y la de un equipo en formación como el atticgo Bm Elche, la fase final la jugaron los siguientes equipos: KH-7 Bm. Granollers (anfitrión), Super amara Bera Bera (defensor del título), Conservas Orbe Zendal Balonmano Porriño, Mecalia Atlético Guardés, Elda Prestigio, Replasa Beti Onak, Balonmano Morvedre y Rocasa Gran Canaria.
El cuadro de la fase final, tras el sorteo celebrado en Granollers, se conformó de la siguiente forma: El KH-7 Bm. Granollers se midió al Balonmano Morvedre, el Replasa Beti-Onak se enfrentó al Mecalia Atlético Guardés, el Elda Prestigio contra el Conservas ORBE Zendal Porriño y el Super Amara Bera Bera contra el Rocasa Gran Canaria

#### Cuartos de final
En los cuartos de final saltó la sorpresa con las navarras del Replasa Beti-Onak eliminado al líder de la Liga Guerreras Iberdrola, el Mecalia Atlético Guardés, por 26-22, gracias a una defensa férrea y actuaciones decisivas de su guardameta Olaia Luzuriaga y la pivote Almudena Gutiérrez. Por su parte, el KH-7 Granollers se impuso en su pabellón al Balonmano Morvedre con un contundente 32-27, destacando el aporte clave de su portera Marta Mera y la eficacia de la pivote Cristina Polonio.
El Super Amara Bera Bera, pese a un mal arranque, remontó para vencer al Rocasa Gran Canaria (que criticó mucho la actuación arbitral) por 20-18 y asegurar su plaza en semifinales. En otro encuentro también fue muy reñido y el Conservas Orbe Zendal Porriño se impuso por 27-25 al Elda Prestigio, partido que también marcó la emotiva despedida de Bea Escribano en su última Copa de la Reina.
| 14 de marzo de 2025 | Elda Prestigio       | 25-27                       | Conservas Orbe Zendal Balonmano Porriño | Palacio de Deportes de Granollers, Granollers             |                                                           |
| 12:00               | 2× 4× Agda Rafaela 8 | ( 11-13 ) [crónica Reporte] | 1× 5× Paulina Buforn 5                  | Árbitro(s): Roland Sánchez Bordetas, Josep Millan Cazorla | Árbitro(s): Roland Sánchez Bordetas, Josep Millan Cazorla |

| 14 de marzo de 2025 | Super Amara Bera Bera  | 20-18                       | Rocasa Gran Canaria                     | Palacio de Deportes de Granollers, Granollers                              |                                                                            |
| 16:00               | 2× Eszter Ogonovszky 6 | ( 11-11 ) [crónica Reporte] | 2× 5× 2× Eider Poles, Linnea Sundholm 6 | Árbitro(s): Antonio Javier García del Salto, Jose Antonio Huertas Herrador | Árbitro(s): Antonio Javier García del Salto, Jose Antonio Huertas Herrador |

| 14 de marzo de 2025 | KH-7 Bm Granollers       | 32-27                       | Balonmano Morvedre | Palacio de Deportes de Granollers,                         |                                                            |
| 18:00               | 1× 5× Cristina Polonio 7 | ( 16-13 ) [crónica Reporte] | 5× Viky Zsembery 6 | Árbitro(s): Victor Navarro Baquero, Fernanda Espino Guerra | Árbitro(s): Victor Navarro Baquero, Fernanda Espino Guerra |

| 14 de marzo de 2025 | Replasa Beti-Onak          | 26-22                      | Mecalia Atlético Guardés | Palacio de Deportes de Granollers,                            |                                                               |
| 20:00               | 1× 5× Almudena Gutiérrez 5 | ( 11-9 ) [crónica Reporte] | 1× 2× Carme Castro 5     | Árbitro(s): José Alberto Macias de paz y Ernesto Ruiz Vergara | Árbitro(s): José Alberto Macias de paz y Ernesto Ruiz Vergara |

Se proclamó a Olaia Luzuriaga como mejor guardameta de los cuartos de finaly formó parte también del "Siete ideal" de los cuartos de final junto a Malena Valles (mejor central), Eszter Ogonovzky (mejor lateral izquierdo), Estitxu Rodríguez (mejor lateral derecho), Paula Lluch (extremo izquierda), Maider Barros (extremo derecho) y Cristina Polonio como pivote.

#### Semifinales
El Bera Bera, vigente campeón, remontó un partido complicado contra el Porriño, gracias a la destacada actuación de Elba Álvarez, asegurando su lugar en la final con un 26-24. Por otro lado, el Beti Onak sorprendió al vencer al Granollers 19-20 con un gol en los últimos tres segundos, destacando la portera Olaia Luzuriaga.
| 15 de marzo de 2025 | Conservas ORBE Zendal Porriño       | 24-26             | Super Amara Bera Bera | Palacio de Deportes de Granollers, Granollers   |                                                 |
| 16:00               | 3× Maider Barros, Carolina Bono (6) | [crónica Reporte] | 5× Elba Álvarez (6)   | Árbitro(s): José Carlos Friera y Andrés Rosendo | Árbitro(s): José Carlos Friera y Andrés Rosendo |

| 15 de marzo de 2025 | KH-7 Granollers          | 19-20                     | Replasa Beti-Onak | Palacio de Deportes de Granollers, Granollers, |                                         |
| 18:15               | 1× Somaza, Capdevila (6) | ( 9-8 ) [crónica Reporte] | 1× Canas 6        | Árbitro(s): Alejandro Hoz y Axel Riloba        | Árbitro(s): Alejandro Hoz y Axel Riloba |

#### Final
El Super Amara Bera Bera se proclamó campeón de la Copa de la Reina de balonmano por tercera vez consecutiva tras vencer al Replasa Beti-Onak por 21-30 en la final disputada en el Palau d'Esports de Granollers. El equipo donostiarra, dirigido por Imanol Álvarez, dominó el encuentro desde el inicio, imponiendo su experiencia y superioridad táctica. Aunque el Beti-Onak mostró resistencia en los primeros minutos, el Bera Bera logró una ventaja cómoda al descanso (11-16). En la segunda mitad, la diferencia se amplió hasta sentenciar el partido, destacando las actuaciones de Esther Arrojería (Jugadora más valiosa de la Copa) y Lucía Prades (alrededor de un 50% de efectividad en portería).
| 16 de marzo de 2025 | Replasa Beti-Onak                        | 21-30     | Super Amara Bera Bera | Palacio de Deportes de Granollers, Granollers                            |                                                                          |
| 11:15               | 1× Macarena Sans, Almudena Gutiérrez (3) | ( 11-16 ) | 2× Elke Karsten (6)   | Asistencia: 1.500 espectadores Árbitro(s): Ignacio García y Andreu Marín | Asistencia: 1.500 espectadores Árbitro(s): Ignacio García y Andreu Marín |

## Cuadro final
|  | Cuartos de final              | Cuartos de final    |                       |                               | Semifinales         | Semifinales         |  |                   | Final               | Final               |  |
|  | 14 de marzo de 2025           | 14 de marzo de 2025 |                       |                               | 15 de marzo de 2025 | 15 de marzo de 2025 |  |                   | 16 de marzo de 2025 | 16 de marzo de 2025 |  |
|  |                               |                     |                       |                               |                     |                     |  |                   |                     |                     |  |
|  |                               |                     |                       |                               |                     |                     |  |                   |                     |                     |  |
|  | KH-7 Bm. Granollers           | 32                  |                       |                               |                     |                     |  |                   |                     |                     |  |
|  | KH-7 Bm. Granollers           | 32                  |                       |                               |                     |                     |  |                   |                     |                     |  |
|  | Balonmano Morvedre            | 27                  |                       |                               |                     |                     |  |                   |                     |                     |  |
|  | Balonmano Morvedre            | 27                  |                       | KH-7 Bm. Granollers           | 19                  |                     |  |                   |                     |                     |  |
|  |                               |                     |                       | KH-7 Bm. Granollers           | 19                  |                     |  |                   |                     |                     |  |
|  |                               |                     | Replasa Beti-Onak     | 20                            |                     |                     |  |                   |                     |                     |  |
|  | Replasa Beti-Onak             | 26                  | Replasa Beti-Onak     | 20                            |                     |                     |  |                   |                     |                     |  |
|  | Replasa Beti-Onak             | 26                  |                       |                               |                     |                     |  |                   |                     |                     |  |
|  | Mecalia Atlético Guardés      | 22                  |                       |                               |                     |                     |  |                   |                     |                     |  |
|  | Mecalia Atlético Guardés      | 22                  |                       |                               |                     |                     |  | Replasa Beti-Onak | 21                  |                     |  |
|  |                               |                     |                       |                               |                     |                     |  | Replasa Beti-Onak | 21                  |                     |  |
|  |                               |                     | Super Amara Bera Bera | 30                            |                     |                     |  |                   |                     |                     |  |
|  | Elda Prestigio                | 25                  | Super Amara Bera Bera | 30                            |                     |                     |  |                   |                     |                     |  |
|  | Elda Prestigio                | 25                  |                       |                               |                     |                     |  |                   |                     |                     |  |
|  | Conservas ORBE Zendal Porriño | 27                  |                       |                               |                     |                     |  |                   |                     |                     |  |
|  | Conservas ORBE Zendal Porriño | 27                  |                       | Conservas ORBE Zendal Porriño | 24                  |                     |  |                   |                     |                     |  |
|  |                               |                     |                       | Conservas ORBE Zendal Porriño | 24                  |                     |  |                   |                     |                     |  |
|  |                               |                     | Super Amara Bera Bera | 26                            |                     |                     |  |                   |                     |                     |  |
|  | Super Amara Bera Bera         | 20                  | Super Amara Bera Bera | 26                            |                     |                     |  |                   |                     |                     |  |
|  | Super Amara Bera Bera         | 20                  |                       |                               |                     |                     |  |                   |                     |                     |  |
|  | Rocasa Gran Canaria           | 18                  |                       |                               |                     |                     |  |                   |                     |                     |  |
|  | Rocasa Gran Canaria           | 18                  |                       |                               |                     |                     |  |                   |                     |                     |  |
|  |                               |                     |                       |                               |                     |                     |  |                   |                     |                     |  |

## Curiosidades
En los cuartos de final, las cifras de audiencia promedio de teledeporte (la televisión oficial del evento), variaron entre 16.000 y 51.000 espectadores, mientras que los picos de audiencia se situaron entre 44.000 y 365.000 espectadores. Las semifinales presentaron audiencias promedio de 41.000 y 29.000, con picos de 256.000 y 235.000, respectivamente. Finalmente, en la final se registró una audiencia promedio de 34.000 espectadores y un pico de 148.000 en un momento de la retransmisión.